# مهند خميس
مهند خميس عبيد (مواليد 20 مارس 1994، لاعب كرة قدم إماراتي يجيد اللعب في الوسط في نادي الإمارات معار من نادي العروبة.
لعب مع نادي الفجيرة ونادي النصر ونادي خورفكان ونادي دبا الفجيرة ونادي حتا ونادي العروبة ونادي الإمارات.

## روابط خارجية
- مهند خميس على موقع Soccerway.com (الإنجليزية)
- مهند خميس على موقع كووورة